# Guipuzcoano (1778)
El Guipuzcoano fue un navío de línea privado registrado en España por parte de la Real Compañía Guipuzcoana de Caracas, con dos cubiertas. Su nombre de advocación, al estilo de los navíos de la Armada española, era Nuestra Señora de la Asunción. El 8 de enero de 1780, la Marina Real británica capturó el navío de 64 cañones y lo renombró HMS Prince William, asignándolo como buque de tercera clase de su propia armada, según los estándares británicos.
El Guipuzcoano navegaba como buque insignia de una escolta de un convoy mercante de la compañía, cuando se topó con una gran flota británica al mando del almirante Sir George Rodney, con destino al socorro de Gibraltar. En una acción corta, Rodney capturó la totalidad del convoy y todos sus escoltas, incluido el Guipuzcoano, que tripuló y nombró en honor al príncipe Guillermo, enviándolo de regreso a Gran Bretaña con algunos de los comerciantes.
La Marina Real británica aprobó su adquisición y después de equiparlo fue enviado a las Indias Occidentales, donde participó en la mayoría de las batallas allí libradas durante la Guerra de Independencia de Estados Unidos, así como en la toma de San Eustaquio y en las batallas de Fort Royal, San Cristóbal y los Santos englobadas también en la guerra anglo-neerlandesa. Regresó a Gran Bretaña después del final de las guerras, se convirtió en un puro casco (sin velas) antes del inicio de las guerras revolucionarias francesas, se convirtió en un barco de entrenamiento anclado a puerto en 1811 y se desguazó en 1817, dos años después del final de las Guerras napoleónicas.

## Diseño

Planos del navío HMS Prince William realizado en el Reino Unido

El navío fue construido, según las fuentes consultadas en los astilleros de la Real Compañía Guipuzcoana de Caracas en Pasajes o en Guayaquil, siguiendo en cualquier caso los planos del navío de línea San Genaro, de 74 cañones, aunque se rebajaron 10 para no renunciar al espacio de carga.
El coste del buque fue de 132 000 pesos. Su eslora máxima era de 46,69 m (153' 21/5") y en quilla era de 39,83 m (130' 8,10"). Su manga era de 13,44 m (44' 1,10") y el puntal era de 6,0262 m (19' 9,30"). Desplazaba 1 050 t.

## Captura
El Guipuzcoano navegaba como buque insignia del comodoro Don Juan Agustín de Iradi, y al mando del capitán Don Tomás de Malay. El 1 de enero de 1780 partió de las costas de Guipúzcoa al frente de un convoy de 25 naves, siendo sólo 7 de ellas de la compañía, con destino a la Capitanía general de Venezuela. Las otras naves de la compañía en el convoy eran cuatro fragatas, la San Carlos de 32 cañones, la San Rafael de 30 cañones, la Santa Teresa de 28 cañones y la San Bruno de 26 cañones, y dos embarcaciones más pequeñas, la San Fermín de 16 cañones y la San Vicente de 14 cañones. El 8 de enero de 1780, el convoy se encontró con una gran flota británica frente al cabo San Vicente (Reino de Portugal) al mando del almirante Sir George Rodney, con destino al socorro de Gibraltar. Rodney se acercó al convoy y el revestimiento de cobre de algunos de sus barcos les permitió superar a los españoles, aunque la potencia de fuego del Guipuzcoano permitió mantener la lucha unas horas. Todo el convoy fue capturado, y las provisiones que llevaban los buques fueron utilizados para la flota británica, mientras que los bienes embalados de la Real Compañía de Caracas fueron enviados a Inglaterra, escoltados por el navío de línea HMS America y la fragata HMS Pearl. Rodney quedó al cargo de tres barcos capturados (Guipuzcoano, San Fermín y San Vicente), que utilizó para apoyar a las fuerzas británicas.
Además, Rodney encargó y tripuló el buque capturado, el Guipuzcoano de 64 cañones, al que renombró HMS Prince William, en honor al príncipe Guillermo, que había estado presente en el compromiso. Rodney ascendió a su primer teniente Erasmus Gower a capitán del puesto para comandar el Prince William y llevarlo a Gibraltar, donde le quitaron y reemplazaron su trinquete antes de que lo enviaran a Inglaterra bajo el mando de otro capitán. Las cuatro fragatas capturadas no se agregaron a la marina, pero se compraron los dos buques más pequeños, que pasaron a denominarse HMS Saint Fermin y HMS Saint Vincent, clasificados como bergantínes de 14 cañones según la calcificación militar británica.

## Carrera británica

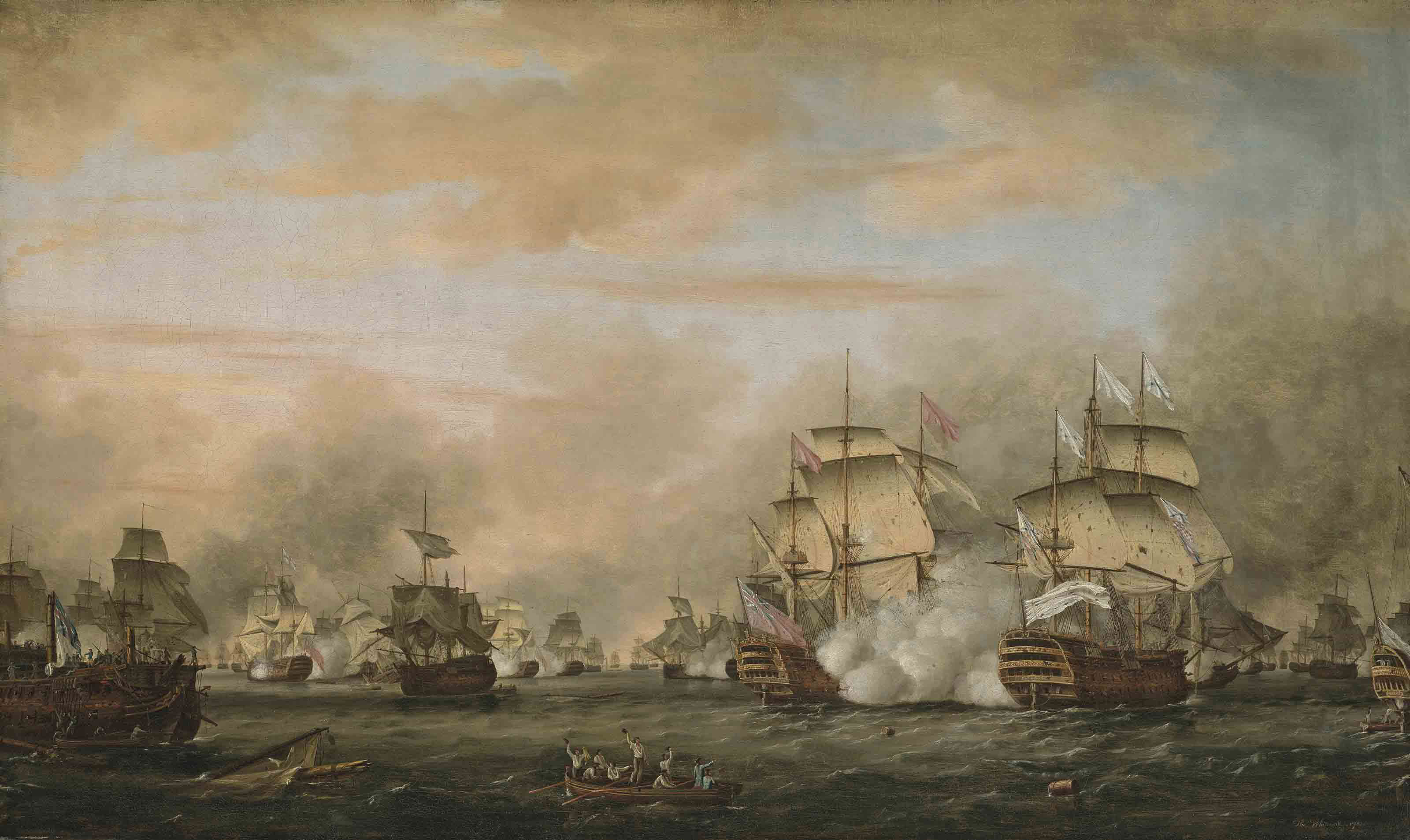
The Battle of the Saintes, 12 April 1782: surrender of the Ville de Paris (La batalla de los Santos, 12 de abril de 1782: rendición de la Ciudad de París) por Thomas Whitcombe, pintado en 1783.

El nombre Príncipe William fue confirmado el 3 de abril de 1780 y fue equipado y forrado su casco en cobre en Portsmouth entre abril y agosto de 1780. Fue comisionado bajo el mando de su primer comandante, el Capitán Stair Douglas, en abril de ese año, tras lo que se unió a la Flota del Canal bajo el mando de Sir George Darby. Zarpó hacia las Indias Occidentales en noviembre de 1780 con la flota al mando de Sir Samuel Hood, y entró en acción con la flota en la captura de San Eustaquio en febrero de 1781, y en la batalla de Fort Royal el 29 y 30 de abril del mismo año. El Prince William abandonó las Indias Occidentales a finales de año, navegó hacia América del Norte y llegó allí en octubre. Pronto regresó a las Indias Occidentales con el almirante Hood y el mando del buque pasó de Douglas al capitán George Wilkinson. Luchó con la flota de Hood en la batalla de San Cristóbal el 25 y 26 de enero de 1782, donde tres hombres de su tripulación resultaron heridos.
El Prince William luchó en el breve enfrentamiento con el conde de Grasse en el canal de Dominica el 9 de abril de 1782, y luego estuvo en la decisiva victoria británica en la batalla de los Santos el 12 de abril de 1782, donde fue el último barco de la división de vanguardia, escapando de sufrir bajas. El Prince William formaba entonces parte del escuadrón enviado al mando de Hood para perseguir a los barcos franceses, pero debido a su mala navegación no llegó a tiempo para participar en la batalla del Pasaje de Mona. El 14 de abril, Wilkinson fue sucedido por el capitán James Vashon, quien pasó sólo dos meses al mando antes de ser nombrado capitán de bandera de Rodney a bordo del HMS Formidable. El capitán William Merrick tomó el mando más tarde en 1782, y en julio zarpó hacia América del Norte con la flota al mando del almirante Hugh Pigot. La flota estuvo en Nueva York entre septiembre y octubre, tras lo cual navegó para bloquear Cap-François. El Prince Guillermo zarpó de Jamaica en abril de 1783 con destino a Gran Bretaña para finalizar su comisión a su arribada en julio. Después de pasar un tiempo en reserva, quedó relegado a tareas portuarias en Portsmouth entre diciembre de 1790 y abril de 1791, y en este estado vio la mayor parte de las guerras revolucionarias francesas y napoleónicas. Había sido equipado como barco de prácticas de armas en 1811 y fue desmantelado en Portsmouth en septiembre de 1817, dos años después del final de las Guerras napoleónicas.